# Xəyal Nəcəfov
Xəyal Nəcəfov (Sumqayıt, 19 dicembre 1997) è un calciatore azero, centrocampista del Turan Tovuz.

## Carriera

### Club
Cresciuto nel settore giovanile del Sumqayıt, ha esordito in prima squadra il 22 maggio 2015 disputando l'incontro di Premyer Liqası vinto 2-0 contro il Xəzər-Lənkəran.

### Nazionale
Il 14 novembre 2020 ha esordito con la nazionale azera giocando l'incontro pareggiato 0-0 contro il Montenegro, valido per la UEFA Nations League.

## Statistiche

### Presenze e reti nei club
Statistiche aggiornate al 12 aprile 2021.
| Stagione        | Squadra         | Campionato      | Campionato | Campionato | Coppe nazionali | Coppe nazionali | Coppe nazionali | Coppe continentali | Coppe continentali | Coppe continentali | Altre coppe | Altre coppe | Altre coppe | Totale | Totale |
| Stagione        | Squadra         | Comp            | Pres       | Reti       | Comp            | Pres            | Reti            | Comp               | Pres               | Reti               | Comp        | Pres        | Reti        | Pres   | Reti   |
| --------------- | --------------- | --------------- | ---------- | ---------- | --------------- | --------------- | --------------- | ------------------ | ------------------ | ------------------ | ----------- | ----------- | ----------- | ------ | ------ |
| gen.-mag. 2015  | Sumqayıt        | PL              | 1          | 0          | CA              | 0               | 0               | -                  | -                  | -                  | -           | -           | -           | 1      | 0      |
| 2015-2016       | Sumqayıt        | PL              | 14         | 0          | CA              | 1               | 1               | -                  | -                  | -                  | -           | -           | -           | 15     | 1      |
| 2016-2017       | Sumqayıt        | PL              | 19         | 0          | CA              | 2               | 0               | -                  | -                  | -                  | -           | -           | -           | 21     | 0      |
| 2017-2018       | Sumqayıt        | PL              | 23         | 0          | CA              | 4               | 0               | -                  | -                  | -                  | -           | -           | -           | 27     | 0      |
| 2018-2019       | Sumqayıt        | PL              | 13         | 0          | CA              | 4               | 0               | -                  | -                  | -                  | -           | -           | -           | 17     | 0      |
| 2019-2020       | Sumqayıt        | PL              | 9          | 1          | CA              | 2               | 0               | -                  | -                  | -                  | -           | -           | -           | 11     | 1      |
| 2020-2021       | Sumqayıt        | PL              | 21         | 1          | CA              | 2               | 0               | UEL                | 1                  | 0                  | -           | -           | -           | 24     | 1      |
| Totale carriera | Totale carriera | Totale carriera | 100        | 2          |                 | 15              | 1               |                    | 1                  | 0                  |             | -           | -           | 116    | 3      |

### Cronologia presenze e reti in nazionale
| Cronologia completa delle presenze e delle reti in nazionale ― Azerbaigian | Cronologia completa delle presenze e delle reti in nazionale ― Azerbaigian | Cronologia completa delle presenze e delle reti in nazionale ― Azerbaigian | Cronologia completa delle presenze e delle reti in nazionale ― Azerbaigian | Cronologia completa delle presenze e delle reti in nazionale ― Azerbaigian | Cronologia completa delle presenze e delle reti in nazionale ― Azerbaigian | Cronologia completa delle presenze e delle reti in nazionale ― Azerbaigian | Cronologia completa delle presenze e delle reti in nazionale ― Azerbaigian |
| Data                                                                       | Città                                                                      | In casa                                                                    | Risultato                                                                  | Ospiti                                                                     | Competizione                                                               | Reti                                                                       | Note                                                                       |
| -------------------------------------------------------------------------- | -------------------------------------------------------------------------- | -------------------------------------------------------------------------- | -------------------------------------------------------------------------- | -------------------------------------------------------------------------- | -------------------------------------------------------------------------- | -------------------------------------------------------------------------- | -------------------------------------------------------------------------- |
| 14-11-2020                                                                 | Baku                                                                       | Azerbaigian                                                                | 0 – 0                                                                      | Montenegro                                                                 | UEFA Nations League 2020-2021 - 1º turno                                   | -                                                                          | 81’                                                                        |
| 17-11-2020                                                                 | Lussemburgo                                                                | Lussemburgo                                                                | 0 – 0                                                                      | Azerbaigian                                                                | UEFA Nations League 2020-2021 - 1º turno                                   | -                                                                          | 85’                                                                        |
| 16-11-2024                                                                 | Qəbələ                                                                     | Azerbaigian                                                                | 0 – 0                                                                      | Estonia                                                                    | UEFA Nations League 2024-2025 - 1º turno                                   | -                                                                          | 88’                                                                        |
| Totale                                                                     |                                                                            | Presenze                                                                   | 3                                                                          |                                                                            | Reti                                                                       | 0                                                                          |                                                                            |